# Julian Schmidt (Politiker)
Julian Schmidt (* 10. Dezember 1989 in Marburg) ist ein deutscher Politiker (AfD). Er zog über Listenplatz 4 der AfD Hessen in den 21. Deutschen Bundestag ein.

## Leben
Von 2008 bis 2016 war Schmidt Zeitsoldat bei den Heeresfliegern (HSG 64 Laupheim). Er war an vier Auslandseinsätze in Masar-e-Scharif, Afghanistan beteiligt. (ISAF und Resolute Support) Von 2009 bis 2011 machte er eine Ausbildung zum Fluggerätemechaniker. 2014 bis 2018 absolvierte er ein Bachelor-Studium in Fachrichtung Wirtschaftsingenieurwesen, Energietechnik. Seit Oktober 2017 ist er Büroleiter eines Bundestagsabgeordneten.
Er ist Landwirt im Nebenerwerb und Mitglied in der Freiwilligen Feuerwehr Niederhörlen.

### Politik
2013 trat Schmidt in die Alternative für Deutschland ein. Er ist Kreissprecher des AfD-Kreisverbandes Marburg-Biedenkopf und stellvertretender Vorsitzender der AfD Kreistagsfraktion Marburg-Biedenkopf.